# Marina de Navasal
Marina Kunstmann Oettinger, más conocida como Marina de Navasal (Valdivia, 11 de mayo de 1922-Machalí, 25 de enero de 2016) fue una periodista, presentadora de televisión y locutora de radio chilena de ascendencia alemana.

## Biografía
Cuarta hija del matrimonio de Arturo Kunstmann Gerkens e Inés Oettinger. Se casó con el también periodista español José María Navasal, por lo que comenzó a firmar con el apellido Navasal. El matrimonio tuvo dos hijos, Joaquín y Ximena, ambos periodistas.
Se inició en el periodismo en 1945, en el diario Las Últimas Noticias, y posteriormente el El Mercurio de Santiago. También fue columnista en los diarios El Mercurio de Valparaíso y El Rancagüino. En 1955 creó la Agencia Informativa Orbe junto a Alfredo Valdés Loma, Andrés Aburto y su marido. Fue columnista de las revistas Ecran, donde fue directora entre 1960 y 1964, y TV Guía.
En televisión fue panelista del programa de televisión de Canal 13, Almorzando en el trece (1974-1999), y locutora de la radio Prat, ambos junto a su marido José María. El 29 de julio de 1981 el matrimonio Navasal Kunstmann comentó en vivo la boda real entre Carlos de Gales y Diana Spencer —más conocida como Lady Di— por Canal 13.
En 1985 ganó el Premio Lenka Franulic, y en 1995 recibió junto a su marido el Premio Orbe.
Enviudó en 1999. Falleció el 25 de enero de 2016 en su hogar, en Machalí.